# 18 noiembrie
ianuarie • februarie • martie  • aprilie  • mai  • iunie  • iulie  • august  • septembrie  • octombrie  • noiembrie  • decembrie
18 noiembrie este a 322-a zi a calendarului gregorian și a 323-a zi în anii bisecți. Mai sunt 43 de zile până la sfârșitul anului.

## Evenimente

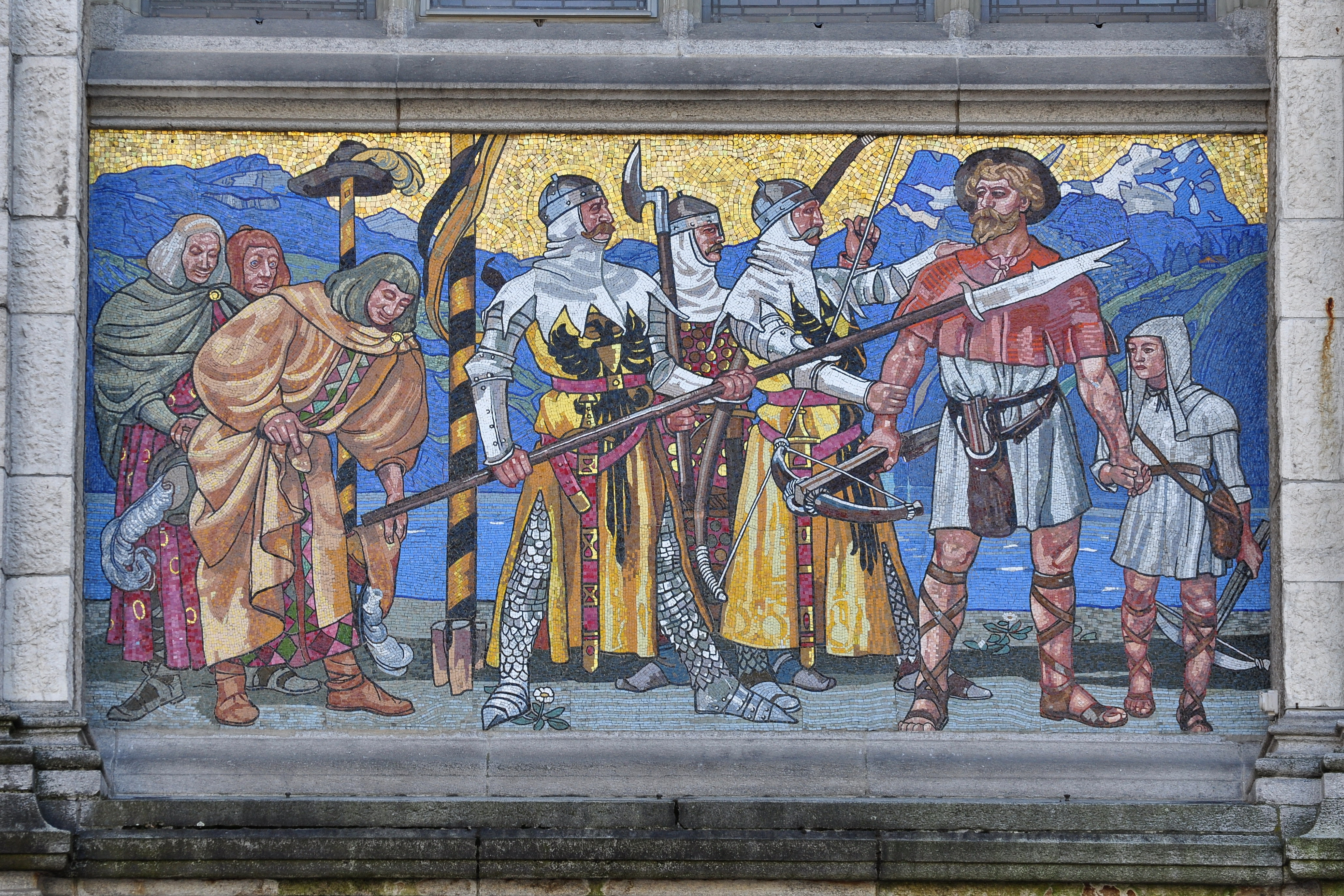
1307: După legenda lui Aegidius Tschudi, arestat pentru nesupunere în fața unui nobil, Wilhelm Tell este condamnat să tragă cu arbaleta într-un măr așezat pe capul fiului său, pentru a-și salva viața.

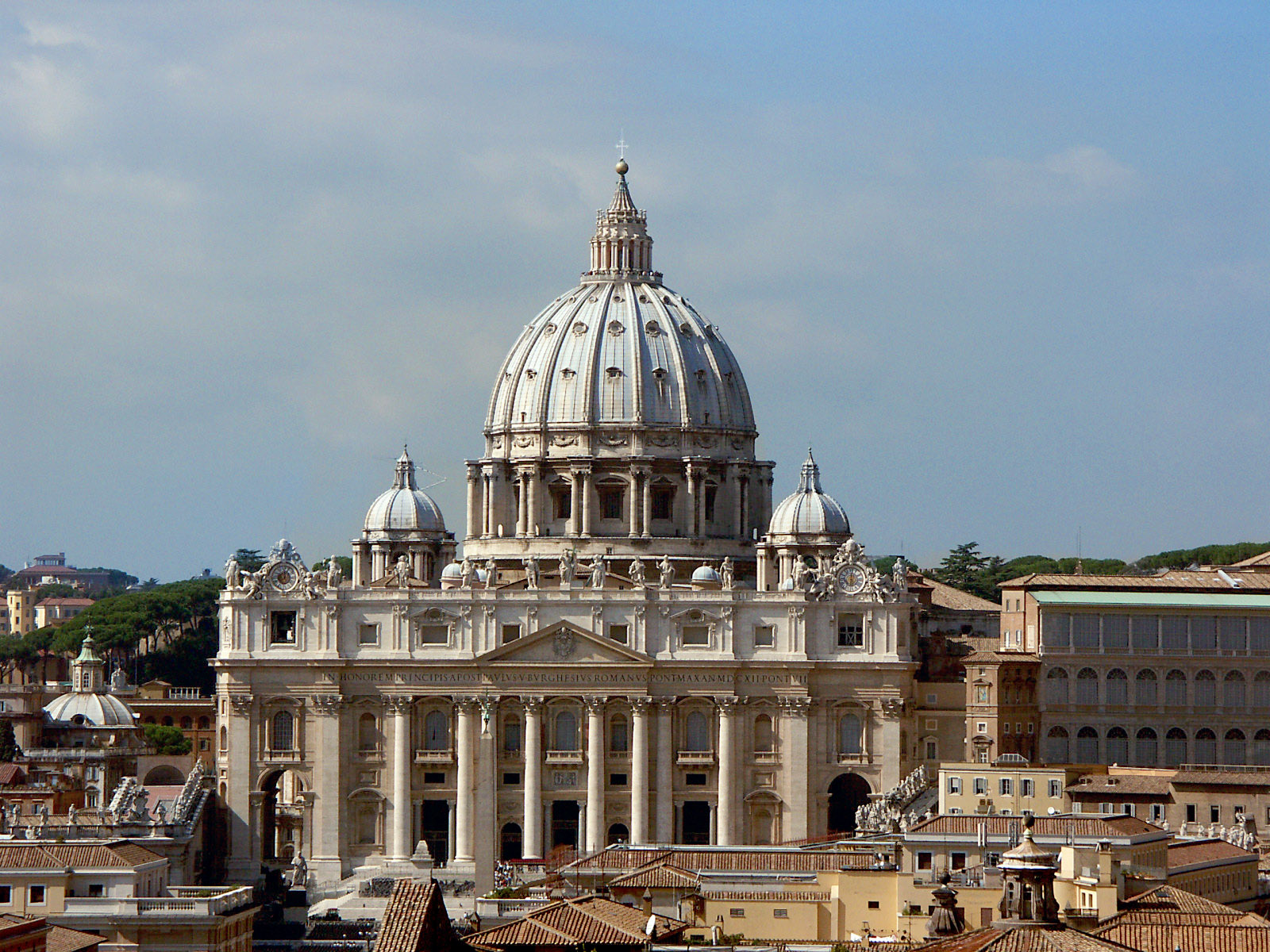
1626: Bazilica Sfântul Petru din Roma este sfințită de Papa Urban al VIII-lea, după o perioadă de construcție de 120 de ani.

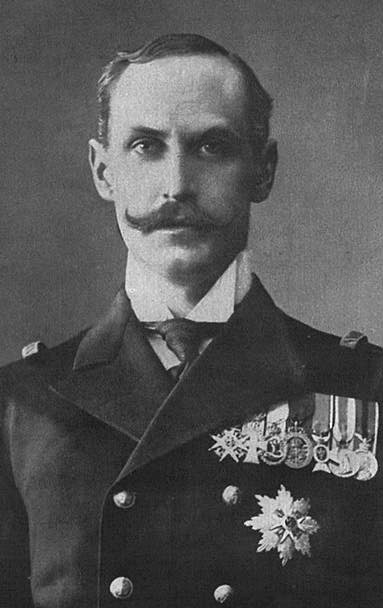
1905: Prințul Carl al Danemarcei devine regele Haakon al VII-lea al Norvegiei

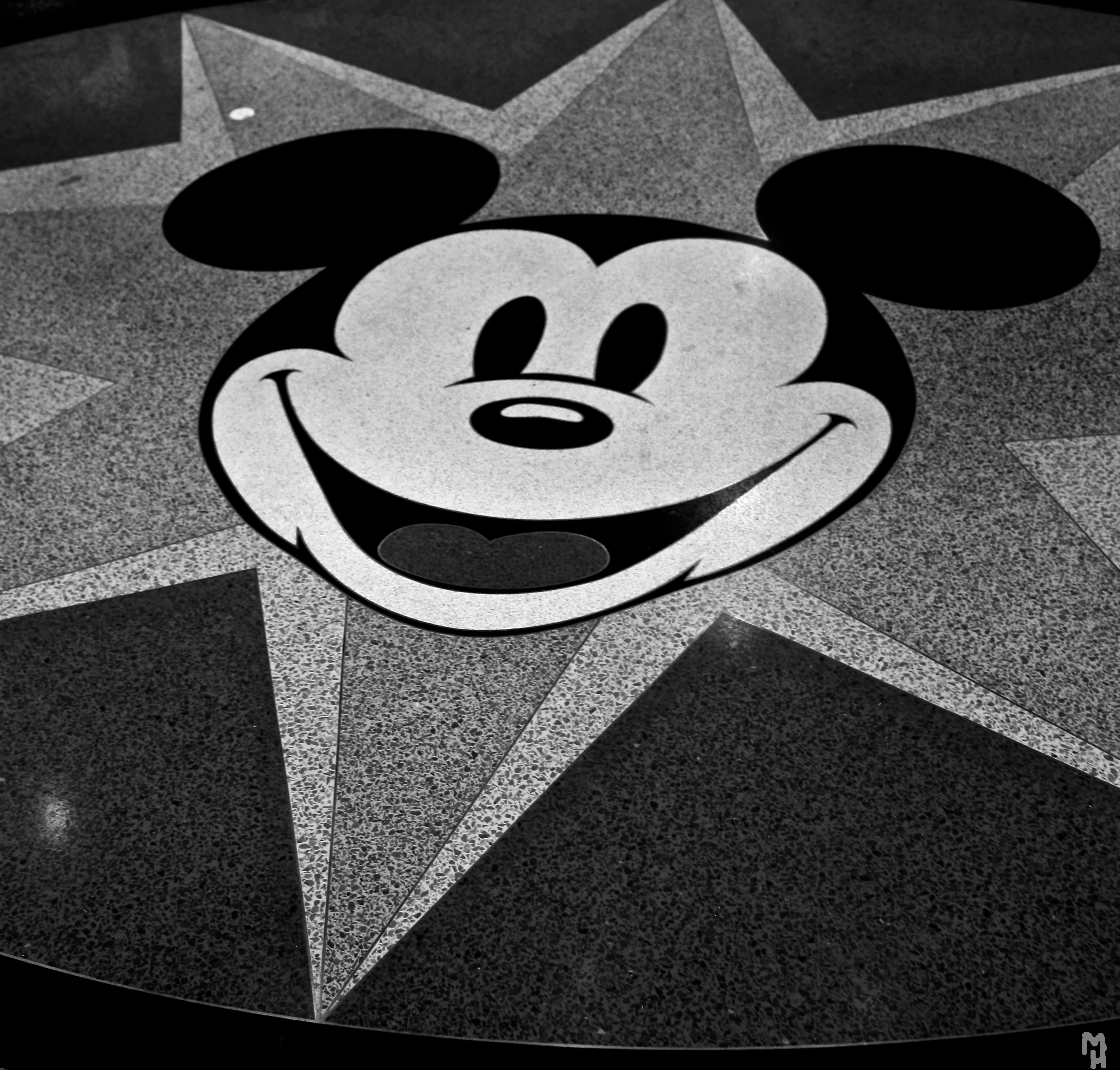
1928: Mickey Mouse, cunoscutul personaj din desenele animate ale lui Walt Disney, și-a făcut pentru prima oară apariția în filmul intitulat Steamboat Willie.

- 401: Vizigoții, conduși de regele Alaric I, traversează Alpii și invadează nordul Italiei.[1]
- 1180: Filip al II-lea devine rege al Franței.
- 1210: Papa Inocențiu al III-lea îl excomunică pe împăratul Otto al IV-lea, care era deja sub interdicția ecleziastică.
- 1282:  Din cauza sprijinului său pentru Vecernia siciliană și ocuparea ulterioară a Siciliei, Papa Martin al IV-lea îl excomunică pe regele Pedro al III-lea de Aragon.
- 1302: Prin bula papală Unam Sanctam, papa Bonifaciu al VIII-lea proclamă supremația spirituală a papei asupra tuturor deciziilor dogmatice.
- 1307: După legenda lui Aegidius Tschudi, arestat pentru nesupunere în fața unui nobil, Wilhelm Tell este condamnat să tragă cu arbaleta într-un măr așezat pe capul fiului său, pentru a-și salva viața.
- 1494: Regele Carol al VIII-lea al Franței ocupă Florența, Italia.
- 1626: Bazilica Sfântul Petru din Roma este sfințită de Papa Urban al VIII-lea, după o perioadă de construcție de 120 de ani.
- 1730: Frederic al II-lea (cunoscut ca Frederic cel Mare), rege al Prusiei acordă pentru prima dată grațierea regală și eliberarea din detenție.
- 1812: Războaiele napoleoniene: Bătălia de la Krasnoi se încheie cu înfrângerea Franței, dar modul în care a condus armata mareșalul Franței Michel Ney îl face să devină cunoscut drept „cel mai curajos dintre curajoși”.
- 1840: Premieră la Iași, a comediei "Farmazonul din Hârlău", prima scriere dramatică a lui Vasile Alecsandri, pusă în scenă de Costache Caragiale.
- 1864: Este discutată și aprobată în Consiliul orașului, nouă stemă a Capitalei, având ca element principal imaginea Sfântului Dimitrie Basarabov, desemnat patronul orașului.
- 1874: România a aderat la Convenția internațională pentru îmbunătățirea soartei militarilor răniți din armatele în campanie (Crucea Roșie), încheiată la 10/22 august 1864, la Geneva.
- 1883: Orarul căilor ferate americane a fost standardizat, fixându-se un singur fus orar pe întreg teritoriul Statelor Unite.
- 1905: Prințul Carl al Danemarcei devine regele Haakon al VII-lea al Norvegiei.
- 1916: Bătălia de la Somme, bătălia cu cele mai mari pierderi din Primul Război Mondial, se încheie la egalitate, după 140 de zile de lupte.
- 1926: George Bernard Shaw refuză sa accepte banii pentru Premiul Nobel, spunând: „Pot să-l iert pe Alfred Nobel pentru că a inventat dinamita, dar numai o persoană diabolică a putut să inventeze Premiul Nobel”.
- 1928: Mickey Mouse, cunoscutul personaj din desenele animate ale lui Walt Disney, și-a făcut pentru prima oară apariția la Colony Theatre din New York, în filmul intitulat „Steamboat Willie”.
- 1963: Premiera filmului istoric „Tudor”, în regia lui Lucian Bratu, film de referință în istoria cinematografiei românești. Pelicula evocă Revoluția de la 1821.
- 1963: Primul telefon cu taste este introdus în circuitul comercial din SUA.
- 1965: Conciliul Vatican II adoptă constituția Dei Verbum, despre revelația divină.
- 1976: Parlamentul spaniol a aprobat un proiect de lege care viza instaurarea democrației, după 37 de ani de dictatură.
- 1978: România intră, ca membru deplin, în Biroul „Grupului celor 77” din cadrul UNESCO.
- 1978: Are loc sinuciderea în masă din Jonestown - Jim Jones a determinat pe 900 de membri ai sectei sale să comită omoruri și să se sinucidă la Jonestown, în Guyana, după ce unii membri ai sectei îl asasinaseră pe congressmanul american Leo Ryan.
- 1991: În timpul războiului de independență al Croației, Armata Populară Iugoslavă a capturat orașul croat Vukovar după un asediu de 87 de zile.
- 1999: Guvernul României adoptă Ordonanța de Urgență privind înființarea Agenției pentru Protecția Drepturilor Copilului și reorganizarea activității de protecție a copilului, îndeplinind astfel una din condițiile impuse pentru începerea negocierilor de aderare la Uniunea Europeană.
- 2002: Bursa de Valori București a fost admisă ca membru corespondent al Federației Europene a Burselor de Valori, care cuprinde 31 de membri plini și 8 asociați din rândul burselor mari din Europa.
- 2002: Se deschide primul Muzeu de matematică din lume la Gießen, Germania.
- 2013: NASA lansează sonda spațială MAVEN pentru a studia atmosfera planetei Marte.

## Nașteri
- 1630: Împărăteasa Eleonora Gonzaga a Sfântului Imperiu Roman (d. 1686)
- 1647: Pierre Bayle, filosof francez, precursor al iluminismului (d. 1706)
- 1772: Prințul Louis Ferdinand al Prusiei (d. 1806)
- 1774: Wilhelmine a Prusiei, soția regelui William I al Olandei (d. 1837)

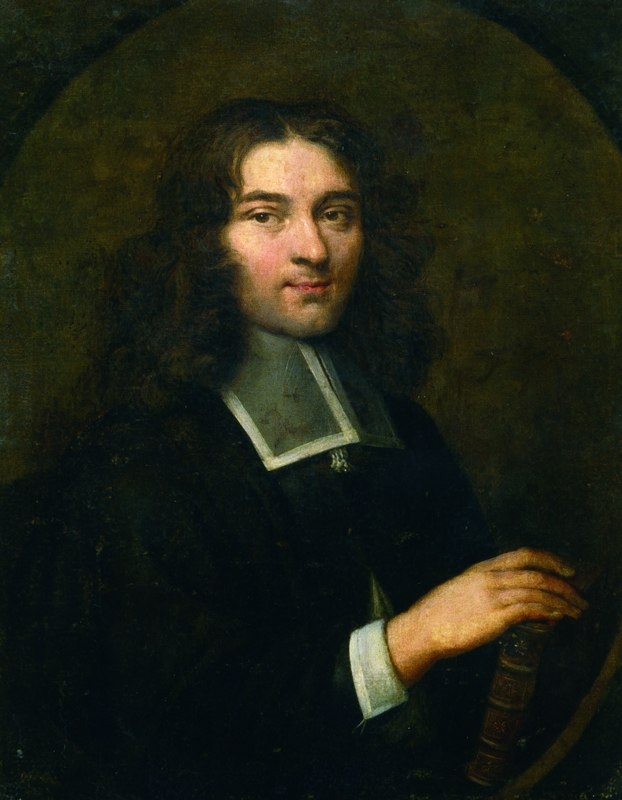
Pierre Bayle, filosof francez
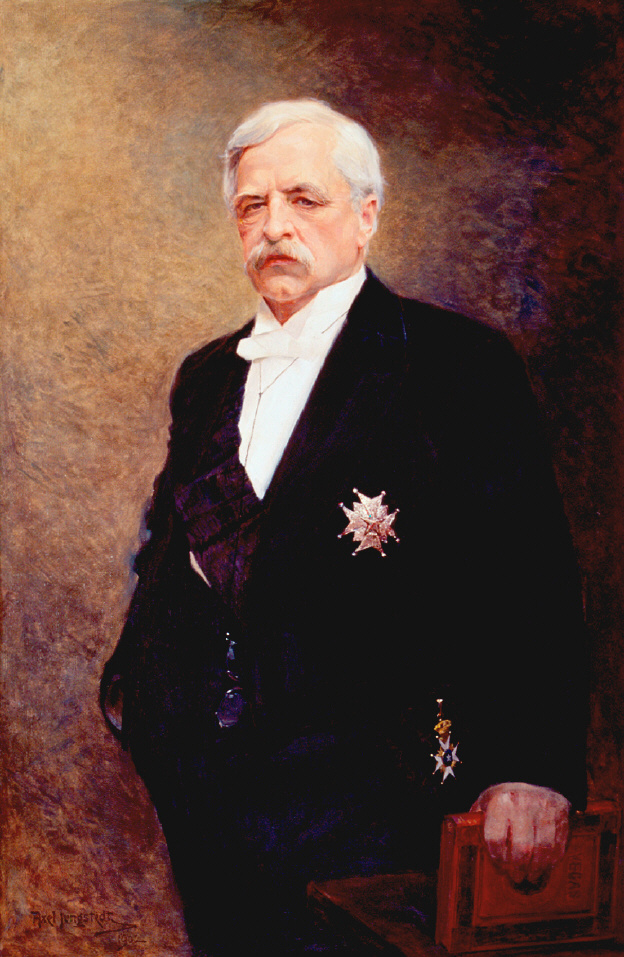
Adolf Erik Nordenskiöld, explorator și geolog finlandezo-suedez
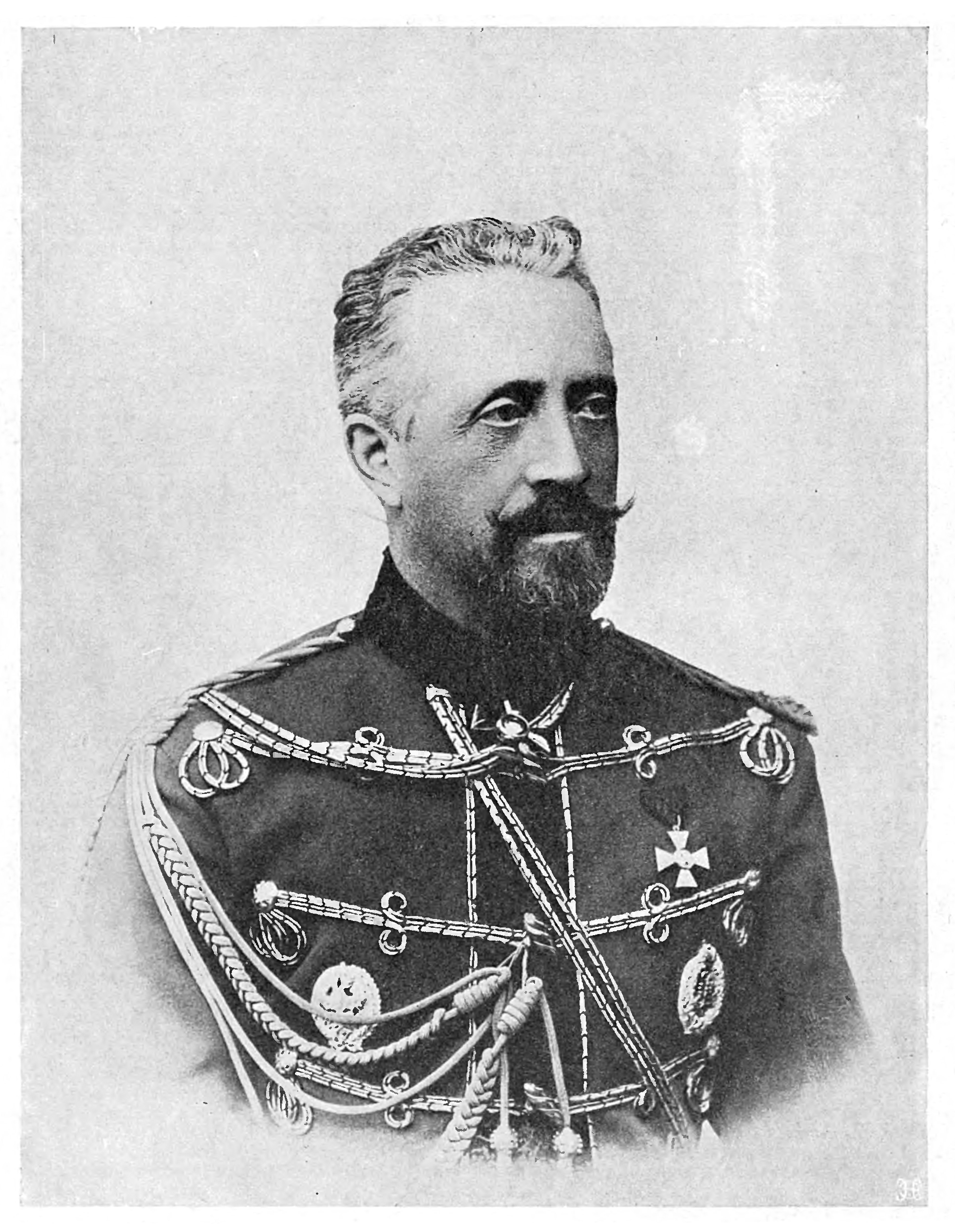
Marele Duce Nicolae Nicolaevici al Rusiei

- 1786: Carl Maria von Weber, compozitor german (d. 1826)
- 1787: Louis Jacques Mandé Daguerre, pictor francez, cel care a descoperit primul procedeu de fotografiere (d. 1851)
- 1832: Adolf Erik Nordenskiöld, explorator și geolog finlandezo-suedez (d. 1901)
- 1836: William S. Gilbert, scriitor englez  (d. 1911)
- 1839: August Kundt, fizician german (d. 1894)
- 1840: Antonio Muñoz Degrain, pictor spaniol (d. 1924)
- 1856: Marele Duce Nicolae Nicolaevici al Rusiei (d. 1929)
- 1863: Richard Dehmel, poet și scriitor german (d. 1920)
- 1874: Emil Grandpierre, scriitor, romancier, jurnalist și politician maghiar din Transilvania (d. 1938)
- 1897: Patrick Blackett, fizician englez, laureat al Premiului Nobel pentru fizică în 1948 (d. 1974)
- 1904: Mihai Antonescu,  avocat, politician român de extremă dreaptă, vicepreședinte al Consiliului de Miniștri (d. 1946)
- 1906: Corneliu Baba, pictor român, membru al Academiei Române (d. 1997)
- 1906: Klaus Mann, scriitor german-american (fiul lui Thomas Mann) (d. 1949)
- 1906: George Wald, chimist american, laureat al Premiului Nobel pentru medicină în 1967 (d. 1997)
- 1907: Compay Segundo, muzician cubanez (Buena Vista Social Club) (d. 2003)
- 1908: Juan Carlos Castagnino, artist argentinian (d. 1972)
- 1923: Alan Shepard, primul astronaut american care a zburat în spațiu (d. 1998)
- 1934: Vassilis Vassilikos, scriitor grec (d. 2023)
- 1935: Cornel Todea, regizor teatru și realizator de emisiuni de televiziune (d. 2012)
- 1939: Margaret Atwood, scriitoare canandiană

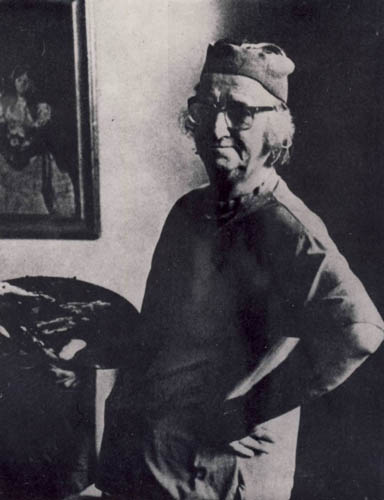
Corneliu Baba, pictor român
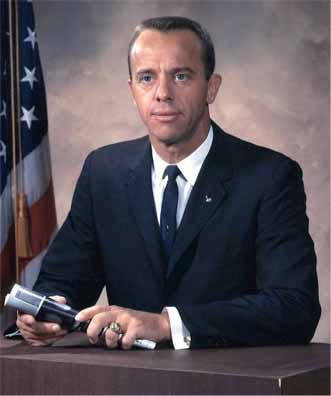
Alan Shepard, primul astronaut american care a zburat în spațiu
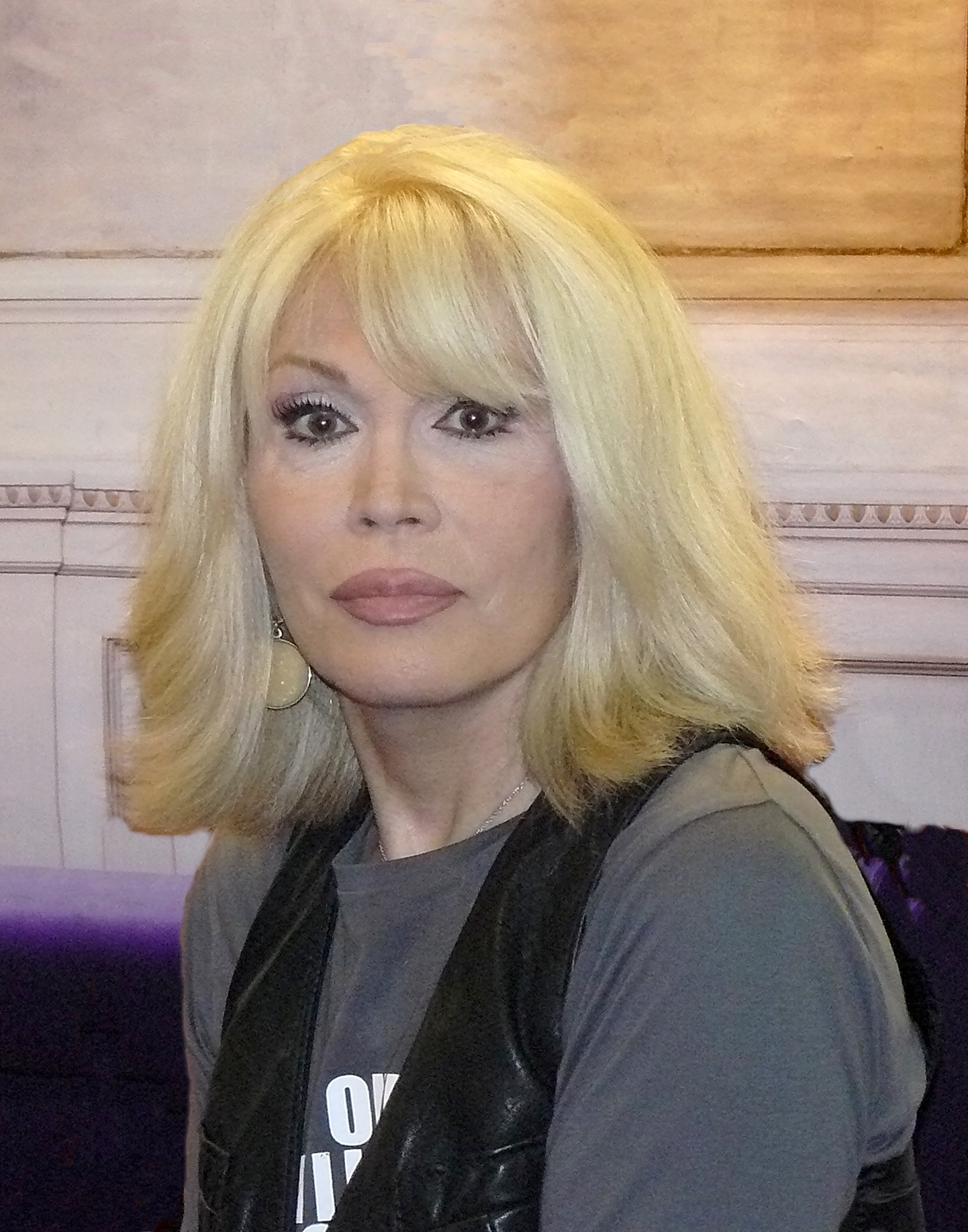
Amanda Lear, cântăreață britanică-chineză

- 1940: Apostol Gurău, prozator și eseist român
- 1940: Qaboos bin Said Al Said, sultanul Omanului (d. 2020)
- 1942: David Hemmings, actor britanic
- 1942: Linda Evans, actriță americană
- 1944: Ibrahim Böhme, politician german
- 1944: Wolfgang Joop, creator și designer german
- 1946: Alan Dean Foster, autor SF
- 1946: Amanda Lear, cântăreață britanică-chineză și fotomodel
- 1952: Delroy Lindo, actor american
- 1952: Vlad Rădescu, actor de teatru și film român
- 1960: Kim Wilde, cântăreață și textieră britanică
- 1962: Kirk Hammett, chitaristul trupei Metallica
- 1963: Peter Schmeichel, fotbalist danez
- 1970: Peta Wilson, actriță americană
- 1974: Chloë Sevigny, actriță americană
- 1974: Lia Olguța Vasilescu, politician român
- 1976: Shagrath, muzician norvegian
- 1977: Fabolous, rapper american
- 1978: Andris Nelsons, dirijor leton
- 1992: Luca Nicolae Marian, artist, frizer, culturist, inginer român
- 1998: Victor Carles, actor francez

## Decese
- 0942: Odo de Cluny, abate (n. 878)
- 1154: Adelaide de Maurienne, regină consort a regelui Ludovic al VI-lea al Franței (n. 1092)
- 1785: Louis Philippe I, Duce de Orléans (n. 1725)
- 1814: Aleijadinho (cu numele real António Francisco Lisboa), sculptor și arhitect brazilian (n. ca. 1738)
- 1851: Ernest Augustus I de Hanovra, rege al Hanovrei (n. 1771)

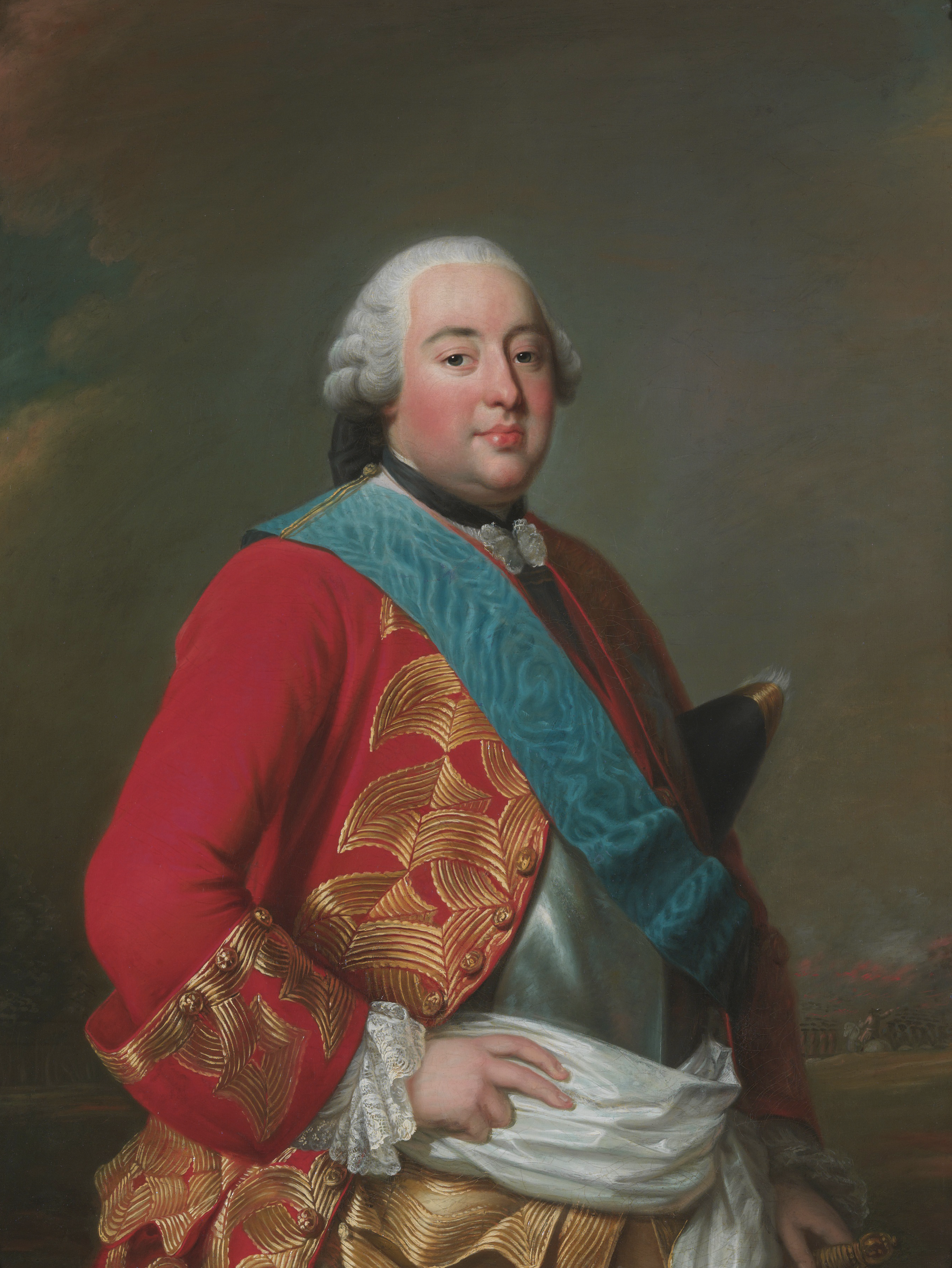
Louis Philippe I, Duce de Orléans
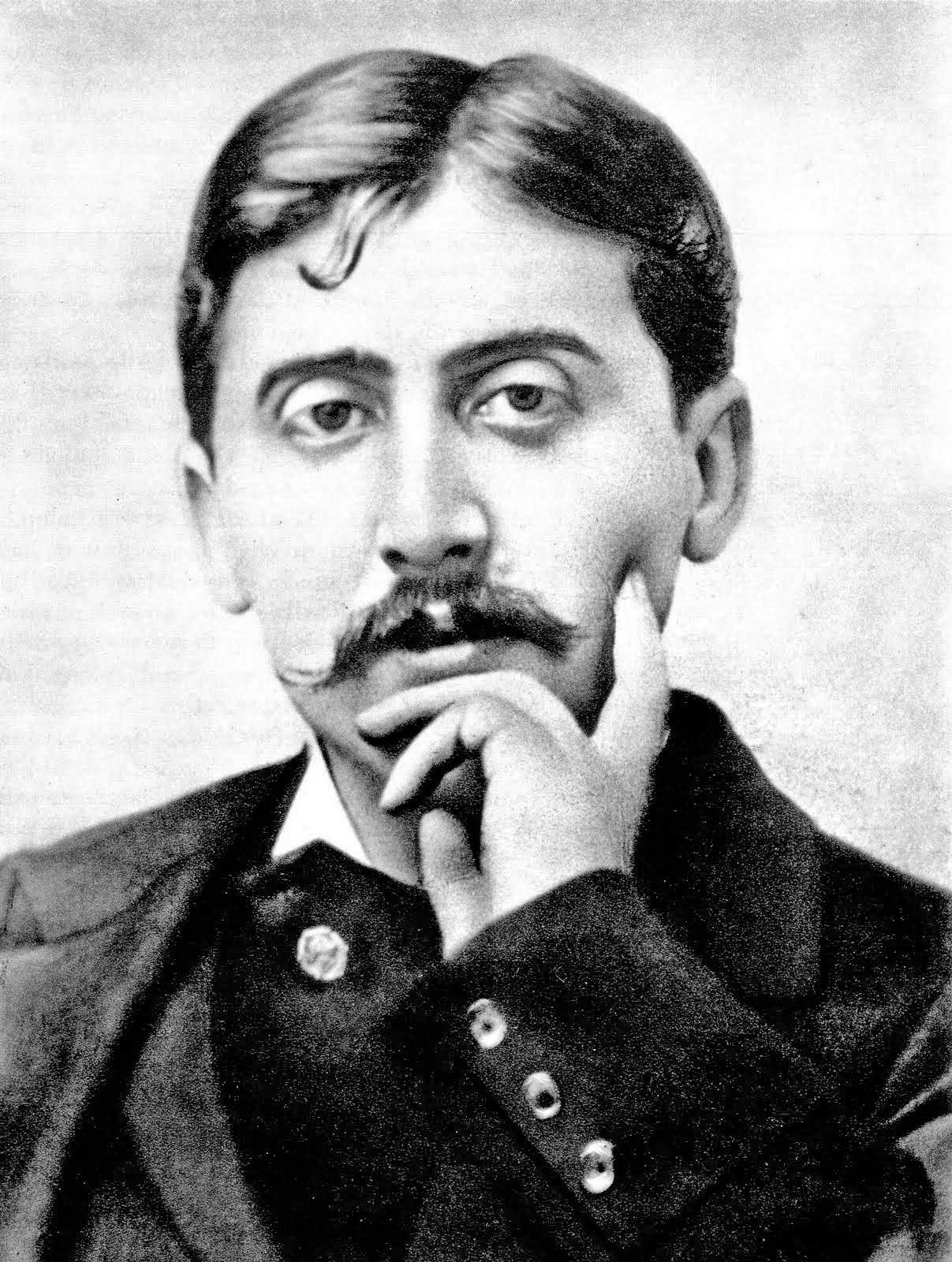
Marcel Proust, scriitor francez
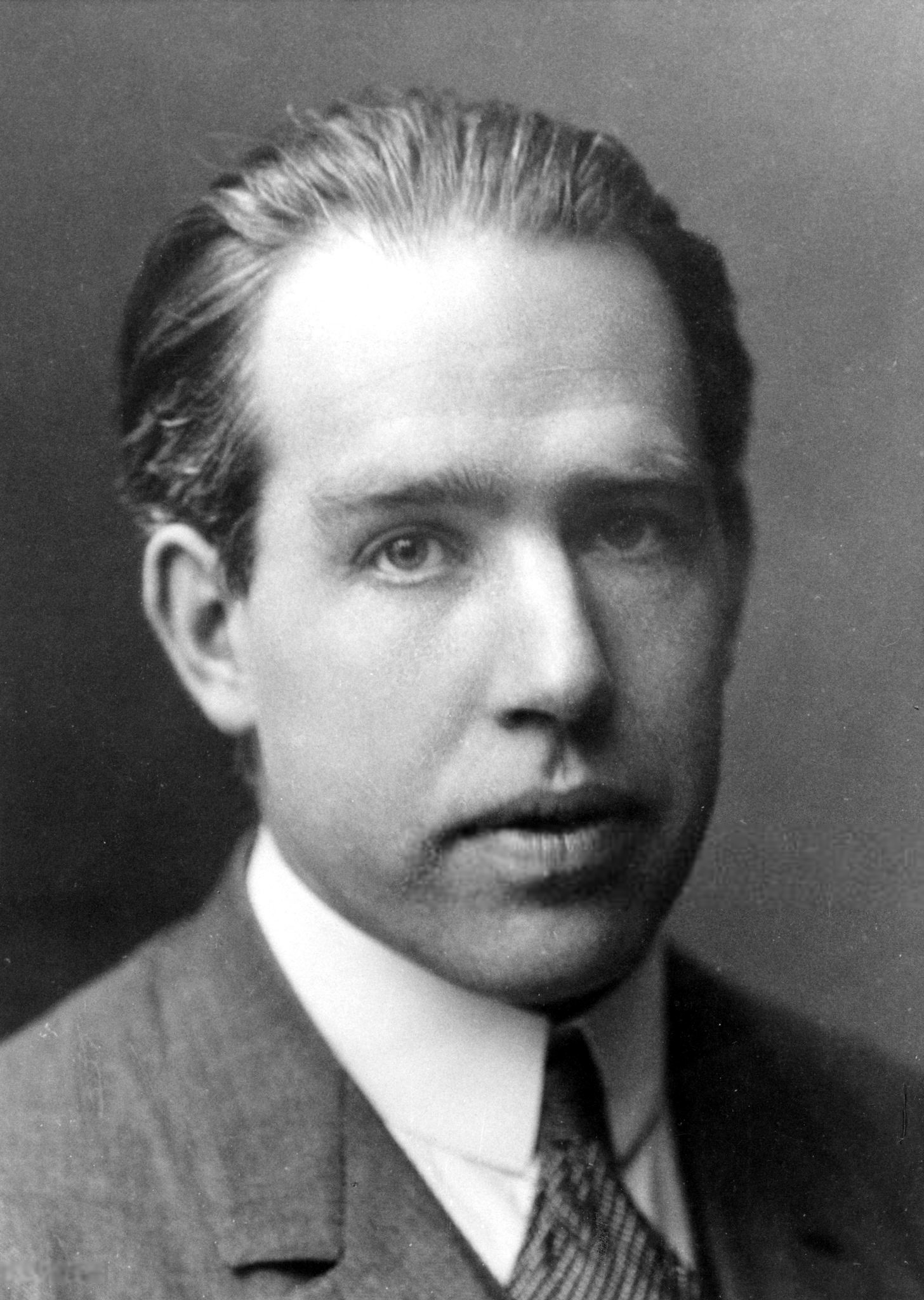
Niels Bohr, fizician danez, laureat Nobel

- 1876: Narcisse Virgilio Díaz, pictor francez (n. 1807)
- 1882: Sándor Abday, actor, autor dramatic și scriitor maghiar (n. 1800)
- 1886: Chester A. Arthur, al 21-lea președinte american (n. 1829)
- 1917: Adrien Bertrand, scriitor francez, câștigător al Premiului Goncourt în 1914 (n. 1888)
- 1922: Marcel Proust, scriitor francez (n. 1871)
- 1938: Co Breman, pictor neerlandez (n. 1865)
- 1939: Maurice Renard, scriitor francez (n. 1875)
- 1941: Hermann Nernst, chimist german, laureat (1920) al Premiului Nobel pentru chimie (n. 1864)
- 1941: John Christian Watson, cel dintâi prim ministru laburist al Australiei (n. 1867)
- 1950: Constantin Iordăchescu, general de divizie al Armatei României (n. 1893)
- 1957: Rudolf Diels, politician german (n. 1900)
- 1962: Niels Bohr, fizician danez, laureat (1922) al Premiului Nobel pentru fizică (n. 1885)
- 1976: Man Ray, pictor și grafician american (n. 1890)
- 1992: Radu Tudoran, scriitor și traducător român (n. 1910)
- 2000: Anghel Mora, regizor și scenarist român (n. 1949)
- 2002: Sá Nogueira, pictor portughez (n. 1921)
- 2003: Michael Kamen, muzician american (n. 1948)
- 2005: Laura Hidalgo, actriță română de origine argentiniană (n. 1927)
- 2006: Gheorghe Vrăneanțu, pictor român (n. 1939)
- 2015: Jonah Lomu, rugbist neo-zeelandez (n. 1975)
- 2017: Malcolm Young, muzician scoțiano-australian, co-fondator al trupei AC/DC (n. 1953)
- 2018: Mihnea Constantinescu, diplomat român (n. 1961)
- 2020: Draga Olteanu-Matei, actriță română (n. 1933)
- 2021: Benone Sinulescu, interpret român de muzică populară (n. 1937)

## Sărbători
- Sf. Mare Mc. Platon, Romano si Zaheu (calendar creștin-ortodox)
- Sfințirea Bazilicilor "Sf. Petru" si "Sf. Paul" (calendar romano-catolic)
- Sf. Platon și Roman (calendar greco-catolic)
- Letonia: Ziua națională. Proclamarea independenței (1918)
- Sultanatul Oman: Ziua națională. Aniversarea zilei de naștere a sultanului (1970)